# Emma Barrett
Pour les articles homonymes, voir Barrett.
Emma Barrett, née le 25 mars 1897 à La Nouvelle-Orléans et morte dans cette même ville le 28 janvier 1983, est une pianiste et chanteuse de jazz autodidacte américaine. 

## Biographie
Emma Barrett a commencé à jouer à l'âge de 7 ans. Au début des années 1920 elle rejoint l'orchestre de jazz Original Tuxedo d'Oscar Celestin et réalise son premier enregistrement en 1926 pour Columbia Records. Elle connait la célébrité avec le Preservation Hall Jazz Band des années 1960 et devient une des figures emblématique du jazz traditionnel de la Nouvelle-Orléans. Elle est surnommée « Sweet Emma, the Bell Gal ». Elle joue avec les plus grands orchestres de jazz, en particulier ceux d'Oscar Celestin, de William Ridgley, de George McCullum, de Sidney Desvigne et d'Armand Piron. Elle forme aussi ses propres ensembles orchestraux.
En 1967, elle subit une attaque qui la laisse paralysée du côté gauche, mais elle a continué de jouer de la main droite tout en battant la mesure. Elle faisait usage d'un fauteuil roulant en public jusqu'à sa mort. Elle s'est produite pour la dernière fois en public le 18 janvier 1983, peu de temps avant son décès.

## Discographie
| Année | Titre                                                                  | Genre | Label             |
| ----- | ---------------------------------------------------------------------- | ----- | ----------------- |
| 1968  | Sweet Emma Barrett And Her Original Tuxedo Jazz Band At Dixieland Hall | Jazz  | Riverside         |
| 1964  | Sweet Emma Barrett And Her Preservation Jazz Band                      | Jazz  | Preservation Hall |
| 1963  | Sweet Emma Barrett And Her New Orleans Music                           | Jazz  | Southland         |
| 1961  | The Bell Gal And Her Dixieland Boys                                    | Jazz  | Riverside         |
| 1960  | Sweet Emma                                                             | Jazz  | Riverside         |